# Les Scélérats
Les Scélérats is een Franse film van Robert Hossein die uitgebracht werd in 1960.
Het scenario is gebaseerd op de gelijknamige roman (1959) van Frédéric Dard.

## Verhaal
Thelma en Jess Rooland zijn een welgesteld Amerikaans koppel dat is komen wonen in Frankrijk sinds de dood van hun zoontje in een ongeval. Beide echtgenoten verwerken hun verlies op hun manier. Thelma verdrinkt haar verdriet met alcohol terwijl Jess zich erg op zichzelf teruggeplooid heeft. Thelma beschouwt Jess, die de wagen bestuurde, verantwoordelijk voor het overlijden van hun zoontje. 
Thelma en Jess werven Louise, de twintigjarige dochter van hun buren, aan als dienstmeisje. Louise wordt al gauw geconfronteerd met de soms hoogoplopende spanningen tussen Thelma en Jess. Ze krijgt ook gevoelens voor Jess. 
Wanneer Thelma op haar beurt omkomt in een auto-ongeval zakt Jess weg in een depressie. Na een tijd probeert Louise Jess te verleiden. 

## Rolverdeling
| Acteur            | Personage                           |
| ----------------- | ----------------------------------- |
| Michèle Morgan    | Thelma Rooland                      |
| Robert Hossein    | Jess Rooland, de man van Thelma     |
| Perrette Pradier  | Louise Martin, het dienstmeisje     |
| Olivier Hussenot  | Arthur Martin, de vader van Louise  |
| Jacqueline Morane | Adeline Martin, de vrouw van Arthur |